# Adalbert von Schleinitz
Adalbert Albrecht Ernst Emil Freiherr von Schleinitz (* 30. Oktober 1822 in Landsberg an der Warthe; † 27. Dezember 1896 in Berlin) war ein preußischer Generalleutnant.

## Leben

### Herkunft
Adalbert war ein Sohn des preußischen Generalmajors Gustav von Schleinitz (1785–1858) und dessen Ehefrau Aurora, geborene von Braun (1798–1881).

### Militärkarriere
Schleinitz besuchte die Kadettenhäuser in Potsdam und Berlin und wurde anschließend als Sekondeleutnant dem 3. Dragoner-Regiment der Preußischen Armee überwiesen. Während der Niederschlagung des Polnischen Aufstandes in der Provinz Posen nahm er 1848 an den Gefechten bei Posen und Trzemeszno. Für ein halbes Jahr fungierte Schleinitz als Regimentsadjutant, stieg bis Mitte März 1859 zum Rittmeister auf und wurde Anfang Juli 1860 Eskadronchef. Mit der Beförderung zum Major rückte er am 11. Januar 1866 in den Regimentstab auf. In dieser Stellung nahm er im gleichen Jahr während des Krieges gegen Österreich an den Kämpfen bei Münchengrätz, Königgrätz sowie Blumenau teil und wurde mit dem Roten Adlerorden IV. Klasse mit Schwertern ausgezeichnet.
Am 14. Januar 1868 beauftragte man Schleinitz zunächst mit der Führung des 7. Westfälischen Dragoner-Regiments in Stendal, ernannte ihn am 22. März zum Kommandeur und beförderte ihn Mitte Juni 1869 zum Oberstleutnant. Im Krieg gegen Frankreich führte er seinen Verband 1870/71 bei Beaumont, Sedan, Pierrefitte sowie vor Toul und Paris. Ausgezeichnet mit dem Eisernen Kreuz II. Klasse wurde Schleinitz nach dem Friedensschluss Mitte August 1871 zum Oberst befördert. Unter Stellung à la suite seines Regiments erfolgte am 15. Juni 1875 die Versetzung als Kommandeur der 3. Kavallerie-Brigade nach Stettin und am 30. Mai 1876 avancierte er zum Generalmajor. Daran schloss sich als Generalleutnant ab dem 15. November 1881 eine Verwendung als Kommandeur der 12. Division in Neisse an. In dieser Eigenschaft erhielt er im September 1882 den Stern zum Roten Adlerorden mit Eichenlaub und Schwertern am Ringe. Während der großen Kavallerieübungen führte Schleinitz in den Jahren 1883 und 1884 eine Kavalleriedivision unter dem Prinzen Friedrich Karl von Preußen, der ihm seine Wertschätzung ausdrückte. In Genehmigung seines Abschiedsgesuches wurde Schleinitz am 24. November 1885 unter Verleihung des Kronen-Ordens I. Klasse mit Pension zur Disposition gestellt.
Er starb am 27. Dezember 1896 in Berlin und wurde vier Tage später auf dem Invalidenfriedhof beigesetzt.

### Familie
Schleinitz heiratete am 15. Oktober 1854 in Breslau die Marie von Schleinitz (1830–1915), eine Tochter des Johann Eduard von Schleinitz. Aus der Ehe gingen die Töchter Marie (* 1859), Elisabeth (* 1860), Lina (* 1864) und Clementine (* 1867) sowie der Sohn Gustav (* 1872) hervor.